# Nanorana arnoldi
Nanorana arnoldi es una especie de anfibio anuro de la familia Dicroglossidae. Se encuentra en la  China, Birmania y, posiblemente, en la India. La principal amenaza a su conservación es el consumo humano, ayudado por la pérdida y degradación de sus hábitats naturales.